# Anđelka Bego-Šimunić

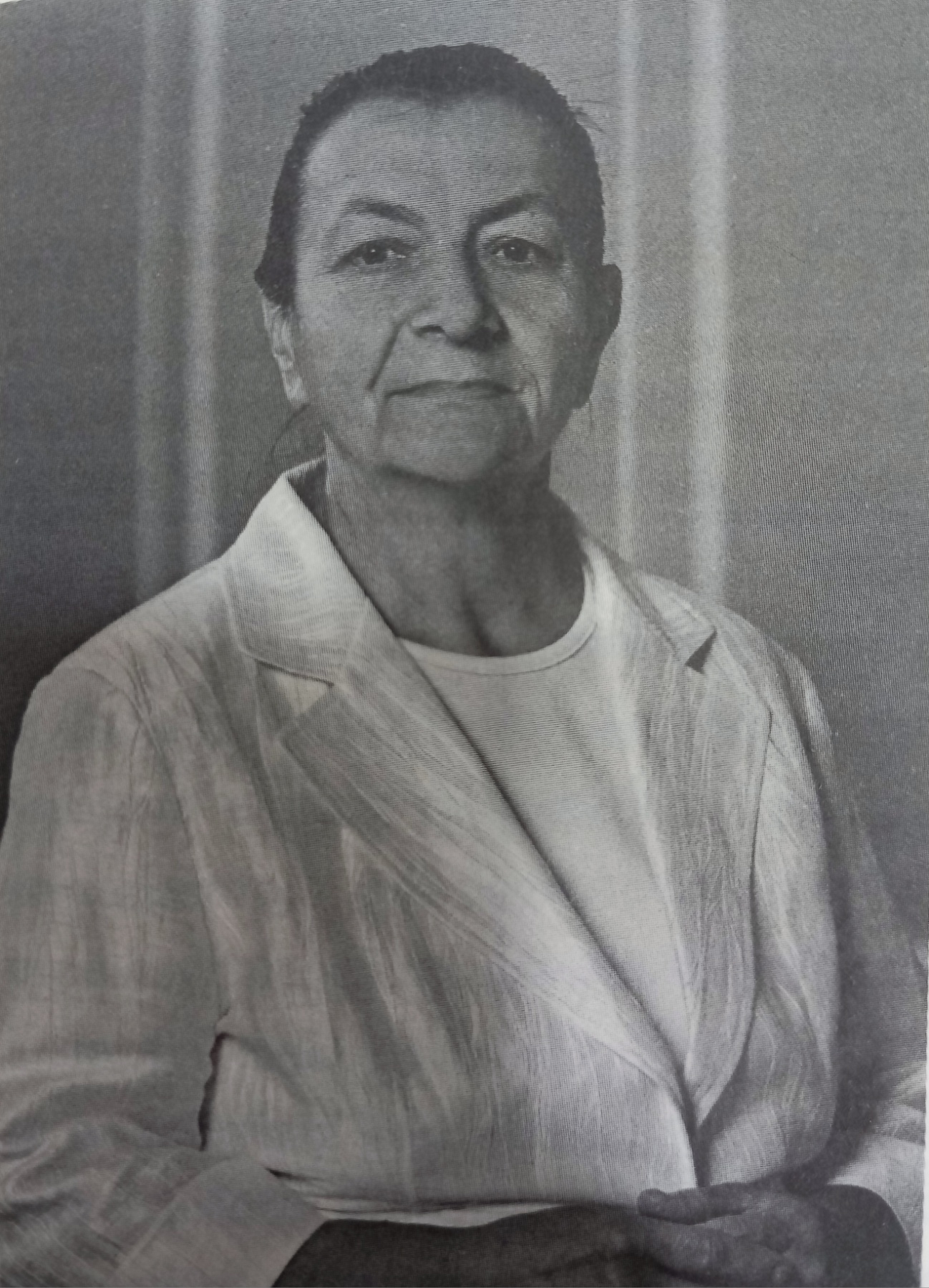
Anđelka Bego-Šimunić

Anđelka Bego-Šimunić (geboren am 23. Oktober 1941 in Sarajewo, Jugoslawien; gestorben am 9. Februar 2022 ebenda, Bosnien und Herzegowina) war eine jugoslawische bzw. bosnische Komponistin kroatischer Herkunft.

## Leben und Werk
Sie studierte bis 1967 Komposition bei Ivan Brkanović und Miroslav Špiler an der Musikakademie Sarajewo, wo sie 1973 ein postgraduales Studium abschloss. Von 1975 bis 2009 lehrte sie selbst an der Musikakademie die Fächer Komposition und Instrumentation, ab 1985 als Assistenzprofessorin, von 1987 bis 1991 als Prodekanin, ab 1994 als Professorin und von 2006 bis 2008 als Leiterin des Fachbereichs Komposition. Außerdem war sie von 1978 bis 1987 Redaktionsmitglied des Magazins Zvuk, von 1986 bis 1992 Präsidentin des Komponistenverbandes von Bosnien und Herzegowina sowie im selben Zeitraum eine der Hauptorganisatoren des Festivals Dani muzičkog stvaralaštva Bosne i Hercegovine (Days of Bosnian and Herzegovinian Composition). Sie komponierte sinfonische Werke, Konzerte, Kammer-, Vokalmusik und Musik für Soloinstrumente. Ihre Werke wurden auch in den Niederlanden, in der Schweiz, in Italien, Frankreich und Russland aufgeführt. Zu ihren ersten kompositorischen Erfolgen zählten das Orchesterwerk Allegretto scherzoso (1963) und das Konzertstück für Klavier und Orchester (1971), uraufgeführt vom RTV Sarajevo Philharmonic Orchestra unter Radivoj Spasić mit der Solistin Milica Šnajder. Stilistisch bleiben ihre Werke im Rahmen einer erweiterten Tonalität und stehen dem Neoklassizismus sowie dem frühen Expressionismus nahe.